# 1596 en France
Chronologie de la France
- 1592
- 1593
- 1594
- 1595
- 1596
- 1597
- 1598
- 1599
- 1600

## Événements
- 24 janvier : Mayenne et Joyeuse reconnaissent Henri IV au traité de Folembray[1]. Le ralliement des Guise, d’Henri de Joyeuse et de quelques autres leaders coûte plus de dix millions de livres, soit la moitié du budget annuel de la monarchie vers 1600.

- 17 février : à Marseille, le dictateur ligueur Casaulx est assassiné par le Corse Libertat. La ville se rallie au roi[2].
- 20 février : réduction de Marseille[3]
- 24 février : le duc d’Épernon est vaincu par le duc de Guise à Vidauban et fait sa soumission à Henri IV le 21 juillet suivant[1]. Les troupes du duc de Savoie et de Philippe II d’Espagne sont chassées de Provence.

- 8 mars : François de La Ramée, prétendant au trône se disant fils de Charles IX, est pendu en place de Grève.

- 1er avril : ouverture de l’assemblée protestante de Loudun. Elle réclame au roi la liberté de culte et l’égalité civile (lettre du 9 avril)[4].

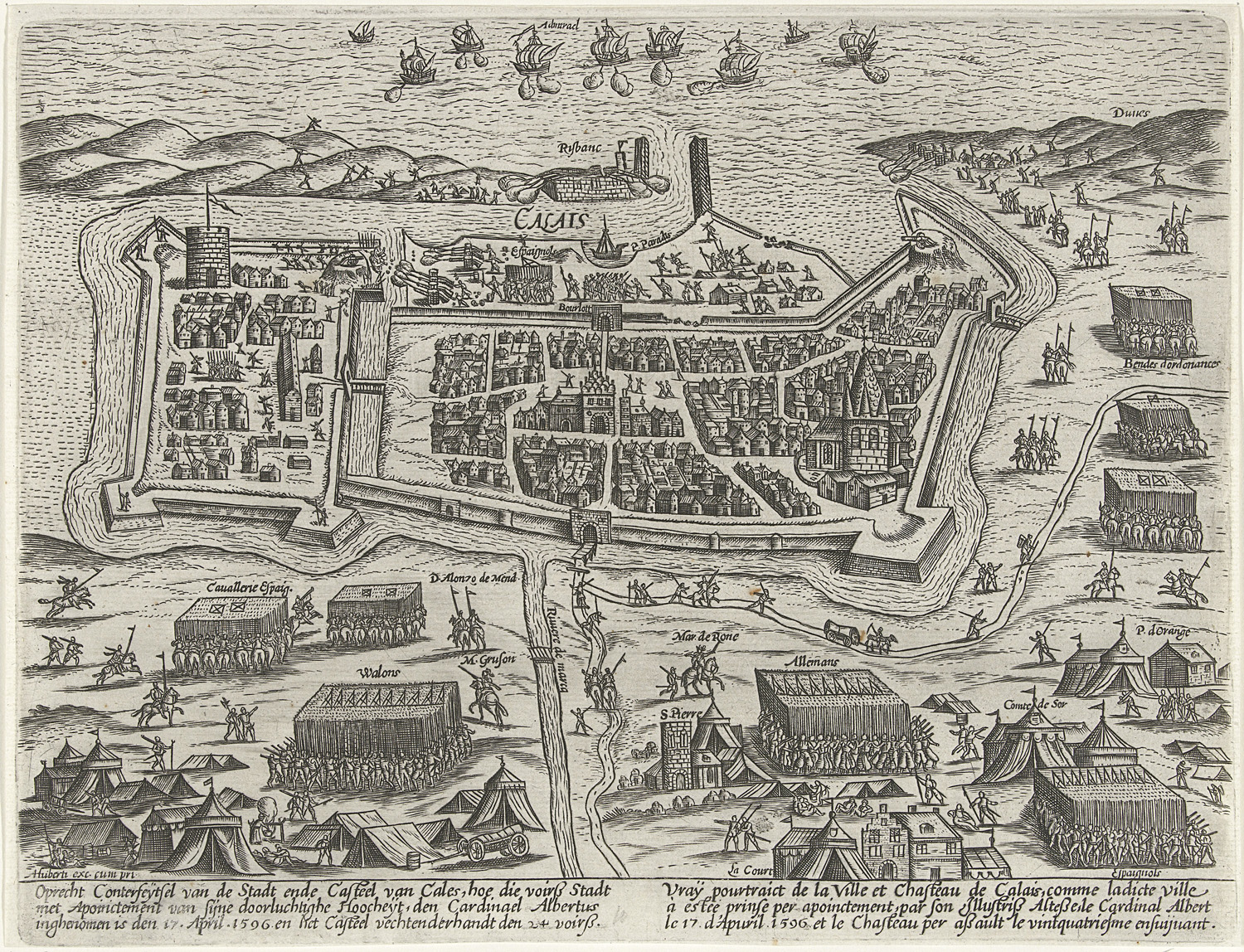
8-24 avril : siège de Calais

- 24 avril : le brigand La Fontenelle, arrêté au mois d’octobre 1595, est relâché par François d’Epinay contre une rançon de 18 000 écus. Il regagne l’île Tristan à Douarnenez où il reprend ses exactions. En mai, il prend Penmarch, massacre les habitants réfugiés dans l’église et le fort de Kérity, pille les maisons et s’empare des bateaux[5].
- 25 avril : prise de Calais par les Espagnols d’Albert d’Autriche. La majorité des défenseurs sont massacrés[6].

- Avril : Christophe d’Arradon, baron de Camors, prend et pille  Audierne et Pont-Croix en Bretagne, puis rançonne les habitants[7].

- 16 mai : capitulation de La Fère[8].
- 22 mai : le roi Henri IV entre dans La Fère après un siège de 6 mois[8]. Le 20 mai, il donne le gouvernement de la ville à son fils  César de Bourbon, âgé de deux ans[9].
- 23 mai : les Espagnols s’emparent d’Ardres[8].
- 24 mai : traité de Greenwich d’alliance offensive et défensive entre la France et l’Angleterre contre l’Espagne[8].

- 3 juin : l’assemblée du clergé accorde au roi un « don gratuit » de 130 000 livres[10]

- 1er août : Rosny est au conseil des finances[11].

- 19 septembre : ratification de l’abjuration du roi aux Tuileries, négocié par le légat du pape, Alexandre de Médicis[12].
- 16 octobre : entrée du roi à Rouen[13].
- 30 octobre : Jean du Bec-Crespin obtient par un accord conclu à Rouen le siège épiscopal de Saint-Malo[14]. Il le garde jusqu’à sa mort en 1610.
- 31 octobre : les Provinces-Unies rejoignent l’alliance entre la France et l’Angleterre au traité de la Haye[8].

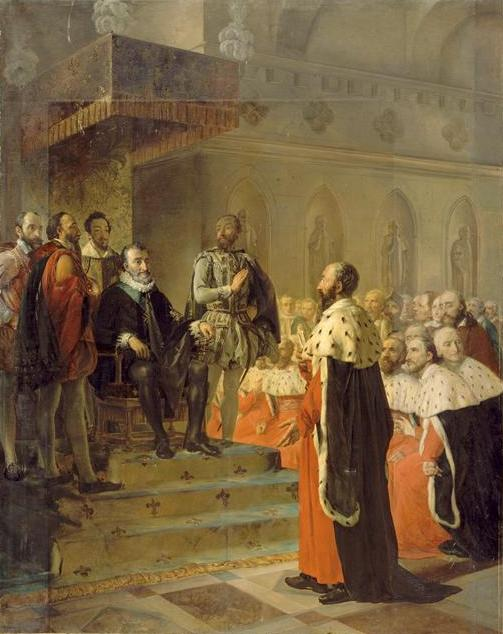
Henri IV préside l’assemblée des notables réunie dans la grande salle de l’abbaye de Saint-Ouen le 4 novembre 1596. Georges Rouget, 1822.

- 4 novembre : ouverture de l’assemblée des notables à Rouen (fin le 29 janvier 1597). Le roi réclame des subsides[15].
- 22 décembre : à Paris, le pont aux Meuniers s’effondre provoquant 150 morts[16].

## Naissances en 1596
- 31 mars : René Descartes, philosophe, mathématicien et physicien français.
- 23 octobre : Daniel Hay du Chastelet, écrivain et académicien français.

## Décès en 1596
- Catherine de Guise, duchesse de Montpensier.
- Jean Bodin, économiste, juriste et philosophe français.